# Marlowe (nume)
Marlowe este un nume de familie, dar și un prenume utilizat relativ frecvent în țările de limbă engleză. S-ar putea referi la:

### Nume de familie
- Andrew W. Marlowe, scenarist american
- Ann Marlowe, critic literar, jurnalistă și scriitoare
- Anthony Marlowe (1904–1965), politician britanic
- Chris Marlowe (născut în 1951), jurnalist sportiv american
- Christopher Marlowe (1564–1593), dramaturg, poet și translator englez al epocii elisabetane
- Deb Marlowe, autor american
- Derek Marlowe (1938–1996), scriitor englez
- Evan Marlowe, editor de film, regizor și scenarist american
- Fernanda Marlowe (născută în 1942), actriță britanică
- Frank Marlowe (1904–1964), actor american
- Hugh Marlowe (1911–1982), actor american
- Julia Marlowe (1866–1950), (numele la naștere, Sarah Frances Frost), actriță shakespeare-ană britanico-americană și sufragetă
- June Marlowe (1903–1984), (numele la naștere, Gisela Valaria Goetten), actriță americană
- Lara Marlowe, jurnalistă americană, corespondentă externă pentru periodicele Time și en:The Irish Times
- Marion Marlowe (1929–2012), actriță și cântăreață americană
- Paul Marlowe, autor canadian
- Scott Marlowe (1932–2001), actor american
- Stephen Marlowe (1928–2008),  autor american
- Sylvia Marlowe (1908–1981), muziciană americană
- William Marlowe (1932–2004), actor britanic

### Prenume
- Marlowe Morris (1915–1977 ori 1978), muzician de jazz american
- Marlowe Peyton (născută în 2004), actriță și cântăreață copil, americană
- Marlowe Sturridge (născută în 2012), actriță copil, fiica Sienna-ei Miller și a lui Tom Sturridge

### Personaje de ficțiune
- Marlowe Sawyer, personaj din serialul de televiziune Nip/Tuck
- Marlowe Viccellio, personaj din serialul de televiziune Psych
- Jennifer Marlowe, personaj din serialul WKRP in Cincinnati
- Natalie Marlowe, personaj din serialul din telenovela All My Children
- Philip Marlowe, detectiv ficțional, creat de autorul american Raymond Chandler
- Preston Marlowe, personaj din jocurile video seriale Battlefield Bad Company